# Ivan Vichnevski
Pour les articles homonymes, voir Vichnevski.
Ivan Sergueïevitch Vichnevski - en russe : Иван Сергеевич Вишневский et en anglais : Ivan Vishnevskiy - (né le 18 février 1988 à Barnaoul en République socialiste fédérative soviétique de Russie) est un joueur professionnel russe de hockey sur glace. Il évolue au poste de défenseur.

## Biographie

### Carrière en club
En 2005, il est sélectionné en seconde ronde, en 68e position par les Huskies de Rouyn-Noranda au cours du repêchage européen de la Ligue canadienne de hockey. Il part s'aguerrir dans la Ligue de hockey junior majeur du Québec avec les Huskies. Il est choisi en 2006 au cours du repêchage d'entrée dans la Ligue nationale de hockey par le Stars de Dallas en 1er ronde, en 27e position. En 2008, il passe professionnel avec les Rivermen de Peoria de la Ligue américaine de hockey. Le 7 avril 2009, il joue son premier match dans la LNH contre le Wild du Minnesota. Le 9 février 2010, il est échangé aux Thrashers d'Atlanta avec un quatrième tour au repêchage 2010 en retour de Kari Lehtonen. Le 1er juillet 2010, il est envoyé avec un choix de repêchage de second ronde aux Blackhawks de Chicago en retour d'Andrew Ladd.

### Carrière internationale
Il a représenté la Russie au niveau international. Il participe aux sélections jeunes. Il prend part au Défi ADT Canada-Russie 2006 et à la Super Série 2007. Il honore sa première sélection senior le 10 novembre 2011 face à la Finlande lors de la Coupe Karjala.

## Trophées et honneurs personnels
Ligue de hockey junior majeur du Québec
2006 : élu dans l'équipe des recrues.
Ligue américaine de hockey
- 2009-2010 : participe au Match des étoiles avec l'équipe PlanetUSA (titulaire).

## Statistiques

### En club
| Saison     | Équipe                      | Ligue        |    | Saison régulière | Saison régulière | Saison régulière | Saison régulière | Saison régulière |   | Séries éliminatoires | Séries éliminatoires | Séries éliminatoires | Séries éliminatoires | Séries éliminatoires |
| Saison     | Équipe                      | Ligue        | PJ | B                | A                | Pts              | Pun              | PJ               | B | A                    | Pts                  | Pun                  |                      |                      |
| 2004-2005  | Lada Togliatti 2            | Pervaïa Liga | 16 | 0                | 0                | 0                | 10               | -                | - | -                    | -                    | -                    |                      |                      |
| 2005-2006  | Huskies de Rouyn-Noranda    | LHJMQ        | 54 | 13               | 35               | 48               | 57               | 5                | 2 | 1                    | 3                    | 2                    |                      |                      |
| 2006-2007  | Huskies de Rouyn-Noranda    | LHJMQ        | 60 | 14               | 37               | 51               | 90               | 16               | 5 | 8                    | 13                   | 8                    |                      |                      |
| 2007-2008  | Huskies de Rouyn-Noranda    | LHJMQ        | 45 | 17               | 28               | 45               | 50               | 17               | 0 | 6                    | 6                    | 16                   |                      |                      |
| 2008-2009  | Rivermen de Peoria          | LAH          | 67 | 6                | 13               | 19               | 28               |                  |   |                      |                      |                      |                      |                      |
| 2008-2009  | Stars de Dallas             | LNH          | 3  | 0                | 2                | 2                | 2                | -                | - | -                    | -                    | -                    |                      |                      |
| 2009-2010  | Stars de Dallas             | LNH          | 2  | 0                | 0                | 0                | 0                |                  |   |                      |                      |                      |                      |                      |
| 2009-2010  | Stars du Texas              | LAH          | 51 | 8                | 16               | 24               | 18               |                  |   |                      |                      |                      |                      |                      |
| 2009-2010  | Wolves de Chicago           | LAH          | 28 | 2                | 10               | 12               | 10               | 14               | 0 | 6                    | 6                    | 4                    |                      |                      |
| 2010-2011  | IceHogs de Rockford         | LAH          | 46 | 5                | 10               | 15               | 26               | -                | - | -                    | -                    | -                    |                      |                      |
| 2011-2012  | Atlant Mytichtchi           | KHL          | 54 | 3                | 8                | 11               | 26               | 12               | 0 | 2                    | 2                    | 4                    |                      |                      |
| 2012-2013  | Atlant Mytichtchi           | KHL          | 51 | 4                | 9                | 13               | 14               | 5                | 1 | 0                    | 1                    | 4                    |                      |                      |
| 2013-2014  | Salavat Ioulaïev Oufa       | KHL          | 42 | 4                | 3                | 7                | 14               | 18               | 3 | 2                    | 5                    | 6                    |                      |                      |
| 2014-2015  | Salavat Ioulaïev Oufa       | KHL          | 47 | 9                | 8                | 17               | 10               | 5                | 2 | 1                    | 3                    | 0                    |                      |                      |
| 2015-2016  | Salavat Ioulaïev Oufa       | KHL          | 56 | 4                | 10               | 14               | 24               | 19               | 3 | 3                    | 6                    | 6                    |                      |                      |
| 2016-2017  | Torpedo Nijni Novgorod      | KHL          | 28 | 2                | 6                | 8                | 18               | 1                | 0 | 0                    | 0                    | 0                    |                      |                      |
| 2017-2018  | Traktor Tcheliabinsk        | KHL          | 56 | 5                | 12               | 17               | 24               | 16               | 3 | 4                    | 7                    | 8                    |                      |                      |
| 2018-2019  | Avtomobilist Iekaterinbourg | KHL          | 49 | 3                | 24               | 27               | 18               | 8                | 0 | 2                    | 2                    | 2                    |                      |                      |
| 2019-2020  | Avtomobilist Iekaterinbourg | KHL          | 20 | 1                | 2                | 3                | 14               | -                | - | -                    | -                    | -                    |                      |                      |
| 2019-2020  | HK Spartak Moscou           | KHL          | 12 | 1                | 3                | 4                | 6                | 5                | 0 | 2                    | 2                    | 0                    |                      |                      |
| 2020-2021  | Lada Togliatti              | VHL          | 17 | 1                | 3                | 4                | 14               | -                | - | -                    | -                    | -                    |                      |                      |
| 2020-2021  | HK Poprad                   | Extraliga    | 11 | 1                | 3                | 4                | 2                | 5                | 1 | 2                    | 3                    | 6                    |                      |                      |
| Totaux LNH | Totaux LNH                  | Totaux LNH   | 5  | 0                | 2                | 2                | 2                |                  |   |                      |                      |                      |                      |                      |